# Oudneya
Oudneya é um género botânico pertencente à família Brassicaceae.